# Rottendorf in Niedermurach
Rottendorf in Niedermurach ist eine Gemarkung im Landkreis Schwandorf.
Die Gemarkung Rottendorf in Niedermurach hat eine Fläche von 1165,57 Hektar, liegt vollständig auf dem Gebiet der Gemeinde Niedermurach und repräsentiert den Norden des Gemeindegebietes. Auf der Gemarkung liegen die Niedermuracher Gemeindeteile Enzelsberg, Holmbrunn, Ödhöfling, Reichertsmühle, Rottendorf, Schlotthof und Voggendorf.